# Opius capeki
Opius capeki är en stekelart som beskrevs av Fischer 1963. Opius capeki ingår i släktet Opius och familjen bracksteklar. Inga underarter finns listade i Catalogue of Life.